# Helmut Rische
Helmut Rische (* 12. Juni 1921; † 26. Juni 2013) war ein deutscher Mediziner. Er war Gründer und langjähriger Direktor des Instituts für Experimentelle Epidemiologie in Wernigerode, aus dem 1990 der Bereich Wernigerode des Robert Koch-Instituts hervorgegangen ist. Besondere Verdienste erwarb sich Rische auf dem Gebiet der Hygiene- und der bakteriellen Infektionsforschung.
Rische war Mitglied der SPD und wurde 1994 und 1999 in den Kreistag des Landkreises Wernigerode gewählt. Ferner war er seit 1974 Mitglied der Leopoldina.